# Miguel Marshall
Miguel Ryan Marshall (11 aprile 2002) è un calciatore anglo-verginiano, difensore del Poole Town e della nazionale anglo-verginiana.

## Caratteristiche tecniche
È un terzino sinistro.

## Carriera

### Club
Ha giocato con il Poole Town nella settima divisione inglese.

### Nazionale
Gioca dal 2019 nella nazionale delle Isole Vergini Britanniche.

## Palmarès

### Club

#### Competizioni regionali
- Dorset Senior Cup: 2

Poole Town: 2021-2022, 2022-2023